# Tournoi de France de rugby à sept 2016
Navigation
2006 2017
Le Tournoi de France de rugby à sept 2016 est la neuvième étape de la saison 2015-2016 du World Rugby Sevens Series. Elle se déroule sur trois jours du 13 au 15 mai 2016 au Stade Jean-Bouin de Paris en France.
Cette édition est le retour de l'étape française dans le circuit mondial, 10 ans après l'avoir quitté. Cette édition est marquée par le fait d'être l'avant-dernière étape des World Series avant les Jeux olympiques 2016.
Le tournoi est gagné par l'équipe des Samoa qui bat en finale l'équipe des Fidji sur le score de 29 à 26, après avoir été mené 26 - 7 à la mi-temps,. La France se classe troisième et son ailier-arrière Virimi Vakatawa est nommé « impact player » du tournoi.

## Présentation

### Équipes participantes
Seize équipes participent au tournoi (quinze équipes permanentes plus une invitée) :
- Afrique du Sud
- Angleterre
- Argentine
- Australie
- Canada
- Écosse
- États-Unis
- France
- Fidji
- Pays de Galles
- Kenya
- Nouvelle-Zélande
- Portugal
- Russie
- Samoa
- Brésil (invitée)

### Stade

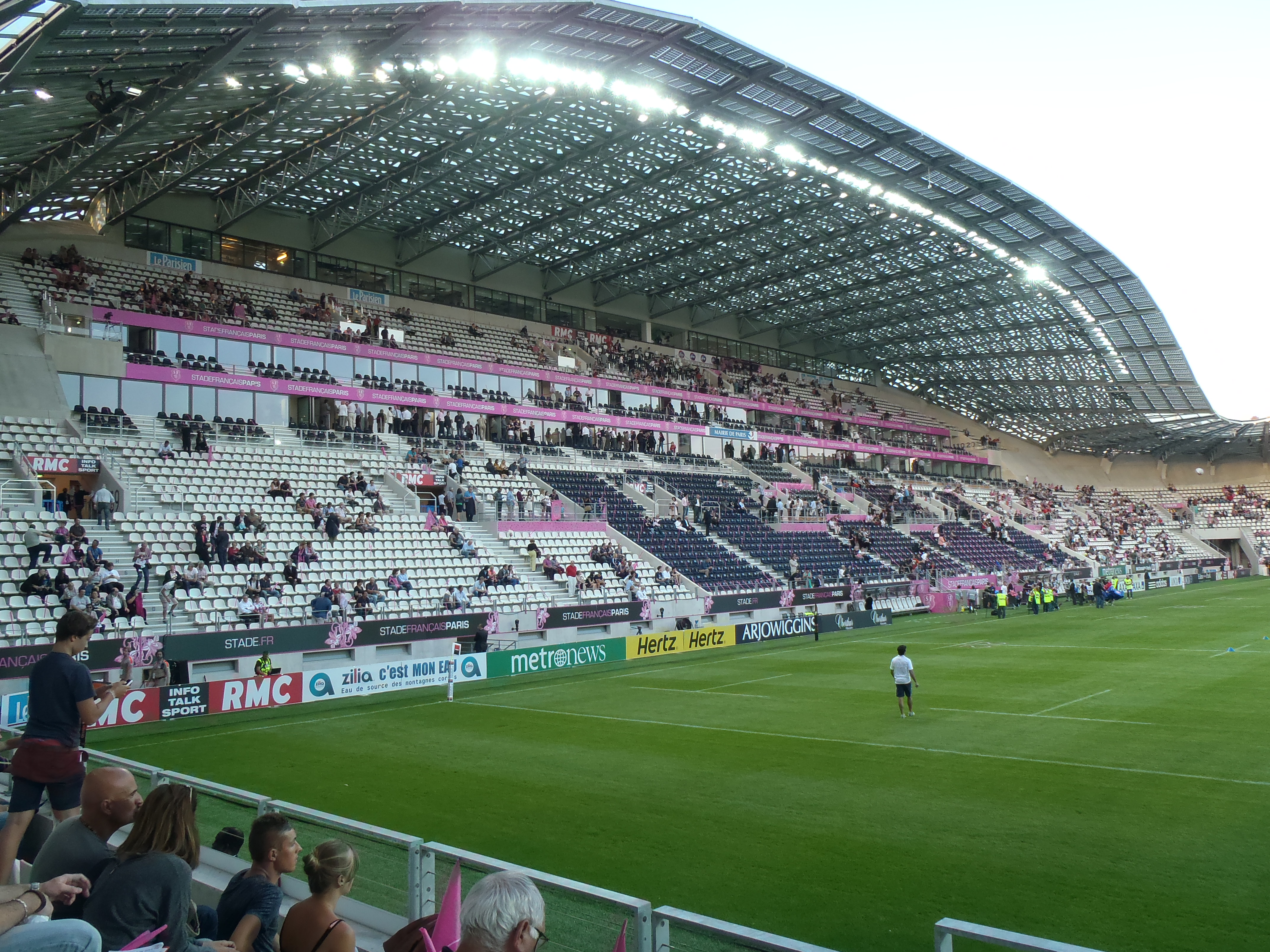
Stade Jean-Bouin de Paris accueille pour la troisième fois le France rugby sevens.

Le tournoi se dispute dans la capitale du pays, à Paris. Le stade Jean-Bouin, situé dans le 16e arrondissement, est choisi par les organisateurs. D'une capacité de 20 000 places et récemment rénové (en 2013), il a accueilli les deux dernières éditions du France rugby sevens (en 2005 et 2006).

### Calendrier

#### World Series et Jeux olympiques
Le tournoi est la 9e et avant dernière étape des World Rugby Sevens Series 2015-2016. Le tournoi est précédé du Singapour rugby sevens 2016 (16 et 17 avril) et suivie une semaine plus tard du London rugby sevens 2016, qui clôt la saison (21 et 22 mai). Il fait partie de la dernière tournée du circuit mondial, et forme avec le London rugby sevens 2016, la tournée européenne, précédé par la tournée asiatique qui s'est déroulé quatre semaines auparavant (Hong Kong et Singapour).
Le tournoi est donc une des dernières échéances internationales avant l'épreuve olympique (au cours du mois d'août suivant).

#### Contexte événementiel
Le tournoi se dispute en trois journées :
- Vendredi : à partir de 19 h (le premier match voit s'affronter le Kenya et le Portugal) jusqu'à environ 22 h. Chaque équipe joue son premier match de poule (soit 8 matches au total)
- Samedi : à partir de 10 h 30 (premier match : Kenya contre Russie) jusqu'à environ 16 h 30. Fin des matchs de poules (soit 2 matchs par équipes pour un total de 16 matches)
- Dimanche : à partir de 9 h 45 jusqu'à environ 19 h. Phases finales (soit 21 matches)

Le week-end durant lequel se dispute le tournoi, est le même que celui des finales de coupe d'Europe de rugby à XV et de Challenge européen se disputant toutes deux à Lyon. La finale du Challenge européen qui oppose les Harlequins au Montpellier HR se déroule le vendredi soir à partir de 21 h. La finale de la coupe d'Europe (Racing 92 contre Saracens) se déroule le lendemain à partir de 17 h 45, soit pas pendant le tournoi.
De plus, le stade Jean-Bouin se situant près du Parc des Princes où se déroule un match de football de Ligue 1 à partir de 17 h. Le stade Jean-Bouin doit alors être vidé avant le début de la rencontre pour des raisons de sécurité.

### Situation sportive
Le tenant du titre est l'Afrique du Sud qui s'était imposé le 28 mai 2006 en finale face aux Samoa sur le score de 33 à 12. L'équipe la plus titré depuis que l'étape fait partie des World Series (depuis 2000) est la Nouvelle-Zélande avec deux titres remportés (2000 et 2004).
Avant le début du tournoi, les Fidji, tenant du titre, sont en tête du classement général avec 8 points d'avance sur leur premier poursuivant, l'Afrique du Sud. La Nouvelle-Zélande est 3e au classement et possède 12 points de retard sur les leaders du classement général. En bas du classement, le Portugal est dernier et occupe ainsi la place de relégable. Les russes, avant-dernier, ont 4 points d'avance sur leur poursuivant. Le dernier tournoi (Singapour) a été remporté par le Kenya, qui occupe la 7e avec 85 points.
L'équipe de France est 10e avec 58 points, derrière les Samoa (9e avec 62 points) et devant l'Écosse (11e avec 57 points). Lors du dernier tournoi, la France avait terminé en demi finale de plate face aux samoans.
Le Brésil est qualifié d'office à l'épreuve olympique, en tant que pays organisateur des Jeux olympiques. Ils sont ainsi invité pour la deuxième fois de la saison (après le Canada).

### Arbitres

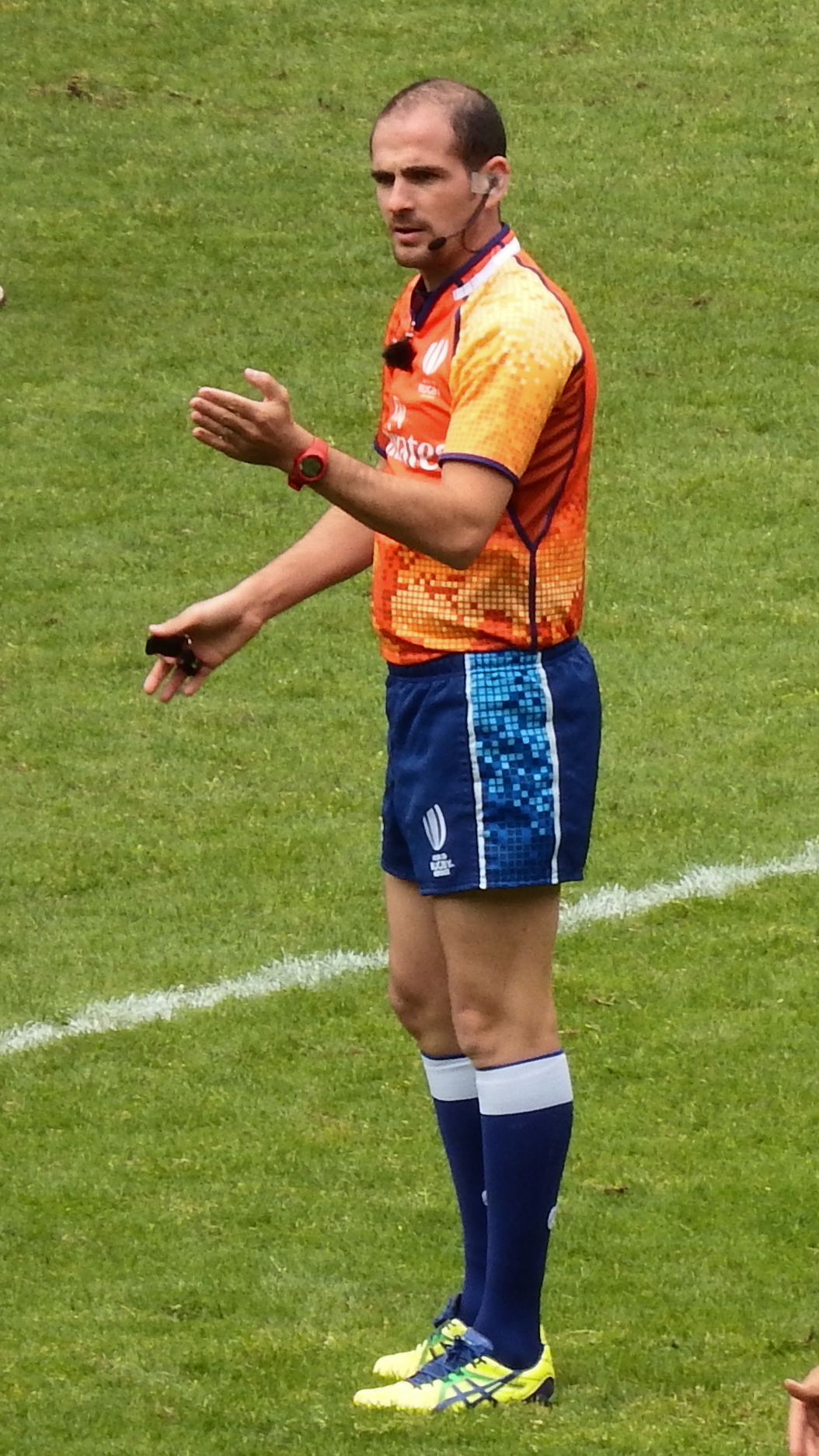
Alexandre Ruiz, arbitre français parmi les huit sélectionnés pour le tournoi.

Les huit arbitres sélectionnés pour le tournoi font partie du groupe des douze arbitres olympiques :
- Richard Kelly
- Matt O’Brien
- Craig Joubert
- Alexandre Ruiz
- Nick Briant
- Mike Adamson
- Ben Crouse
- Rasta Rasivhenge

## Effectifs

### Afrique du Sud
- Ryan Kankowski, Philip Snyman , Tim Agaba, Kwagga Smith, Francois Hougaard, Kyle Brown, Dylan Sage, Roscko Speckman, Justin Geduld, Cecil Afrika, Seabelo Senatla, Ruhan Nel[11].

### Angleterre
- Tom Bowen, Cameron Cowell, Alex Davis, Richard de Carpentier, Harry Glover, Alex Gray, Charlie Hayter, Oscar Hirskyj-Douglas, Warwick Lahmert , Ollie Lindsay-Hague, Ruaridh McConnochie, Ethan Waddleton[11].

### Argentine
L'Argentine fait appel à Santiago Cordero et à Matias Moroni, joueur des Jaguars en Super Rugby et ayant disputé la coupe du monde de rugby à XV 2015, pour la première fois cette saison. Javier Rojas, joueur du SC Albi, est également appelé pour la première fois cette saison.
- Santiago Alvarez, Santiago Cordero, John Paul Estelles, Rodrigo Etchart, Bautista Ezcurra, Fernando Luna, Matías Moroni, Axel Müller, Gaston Revol, Javier Rojas, Franco Sabato, Germán Schulz[12].

### Australie
L'international à XV australien Nick Cummins est appelé pour la deuxième fois avec l'équipe d'Australie de rugby à sept en vue des Jeux olympiques. Le Toulonnais Quade Cooper souhaitait lui aussi disputer les Jeux olympiques mais n'est pas retenu pour le tournoi.
- Henry Hutchison, Tom Kingston, Sam Myers, Josh Holmes, James Stannard, Con Foley, Cameron Clark, Jesse Parahi, Ed Jenkins , Allan Fa'alava'au, Nick Cummins, Pat McCutcheon[11].

### Brésil
- Stefano Giantorno, Martin Schaefer, Juliano Fiori, Felipe Silva, Lucas Duque, Moises Duque, Lucas Muller, Felipe Sancery, Laurent Couhet, Thiago Evaristo, Gustavo Albuquerque, Andre Silva[14].

### Canada
- Sean White, Admir Cejvanovic, Mike Fuailefau, John Moonlight , Conor Trainor, Phil Berna, Lucas Hammond, Justin Douglas, Nathan Hirayama, Matt Mullins, Luke McCloskey, Adam Zaruba[14].

### Écosse
- Scott Riddell, Dougie Fife, Hugh Blake, James Johnstone, Nick McLennan, Mark Robertson, Jamie Farndale, Damien Hoyland, Joe Nayacavou, Scott Wight , James Fleming, Glenn Bryce[15].

### États-Unis
- Nate Ebner, Ben Pinkelman, Danny Barrett, Garrett Bender, Zack Test, Thretton Palamo, Folau Niua, Maka Unufe, Nate Augspurger, Madison Hughes , Perry Baker, Martin Iosefo[12].

### Fidji
L'entraîneur anglais des Fidji, Ben Ryan, fait appel à de nombreux joueurs de rugby à XV évoluant en Europe pour préparer le tournoi, tel que Josua Tuisova (RC Toulon), Leone Nakarawa (Glasgow Warriors), Samisoni Viriviri (US Montauban), Semi Kunatani (Stade toulousain) et Waisea Nayacalevu (Stade français). Cette sélection marque en particulier le retour de Samisoni Viriviri, meilleur joueur du monde en 2014 et qui n'avait plus joué au rugby à sept depuis un an.
- Apisai Domolailai, Jasa Veremalua, Waisea Nayacalevu, Isake Katonibau, Leone Nakarawa, Amenoni Nasilasila, Osea Kolinisau , Jerry Tuwai, Kitione Taliga, Samisoni Viriviri, Vatemo Ravouvou[16].

### France
Quatre joueurs de rugby à XV sont appelés pour la préparation du tournoi, Arthur Bonneval (Stade toulousain), Jean-Pascal Barraque (Stade rochelais), Théo Millet (Stade français) et Arthur Retière (Racing 92). Le staff de l'équipe de France retient douze joueurs sur les dix-huit, tous sous contrat fédéral.
- Jérémy Aicardi, Steeve Barry, Terry Bouhraoua , Julien Candelon, Damien Cler, Manoël Dall'Igna, Pierre-Gilles Lakafia, Jonathan Laugel, Jean-Baptiste Mazoué, Stephen Parez, Virimi Vakatawa , Sacha Valleau[18].

### Kenya
- Andrew Amonde , Collins Injera, Humphrey Kayange, William Ambaka, Frank Wanyama, Oscar Ayodi, Augustine Lugonzo, Samuel Oliech, Robert Aringo, Billy Odhiambo, Alex Olaba, Nelson Oyoo[19].

### Nouvelle-Zélande
Kurt Baker est nommé capitaine d'équipe en raison des absences de DJ Forbes, Liam Messam, Scott Curry ou encore Tim Mikkelson.
- Pita Ahki, Kurt Baker , Dylan Collier, Akira Ioane, Rieko Ioane, Gillies Kaka, Sione Molia, Lewis Ormond, Augustine Pulu, Teddy Stanaway, Regan Ware, Sonny Bill Williams[20].

### Pays de Galles
Trois joueurs gallois (Traharne, Cross, Roach) sous contrat avec l'équipe de rugby à sept des pays de Galles sont appelés pour ce tournoi. Les autres viennent des équipes galloises de rugby à XV évoluant en Pro12 (Ospreys, Dragons, Blues et Scarlets).
- Luke Treharne , Sam Cross, Ben Roach, Ethan Davies, Angus O'Brien, Luke Morgan, James Benjamin, Lloyd Lewis, Adam Thomas, Tom Isaacs, Lloyd Evans, Morgan Williams[21].

### Portugal
- Aderito Esteves, Vasco Ribeiro, Joao Lino, Pedro Leal, Carl Murray, Nuno Guedes, Pedro Silverio, Vasco Mendes, Joao Belo, Tiago Fernandes, Tomás Appleton, Duarte Moreira[14].

### Russie
- Stanislav Bondarev, Mikhail Babaev, Vladislav Sozonov, Vladislav Lazarenko, Ilya Babaev, Roman Roshchin, Eduard Filatov, Ramil Gaysin, Vitaly Zhivatov, Yury Gostyuzhev, Denis Simplikevich, German Davydov[14].

### Samoa
- Alefosio Tapili, Faalemiga Selesele , Siaosi Asofolau, Savelio Ropati, Ed Fidow, Etiuefa Fiavaai, Alex Samoa, Tomasi Alosio, Tila Mealoi, Samoa Toloa, Belgium Tuatagaloa, Alamanda Motuga[14].

## Phase de poules

### Poule A
| Rang | Pays             | J | V | N | D | Pm | Pe | Diff | Pts |
| ---- | ---------------- | - | - | - | - | -- | -- | ---- | --- |
| 1    | Nouvelle-Zélande | 3 | 3 | 0 | 0 | 85 | 27 | +58  | 9   |
| 2    | Kenya            | 3 | 2 | 0 | 1 | 68 | 40 | +28  | 7   |
| 3    | Russie           | 3 | 1 | 0 | 2 | 34 | 67 | -33  | 5   |
| 4    | Portugal         | 3 | 0 | 0 | 3 | 24 | 77 | -53  | 3   |

| 13 mai 2016 19 h 00 UTC+02:00 | Kenya | 29 - 14 | Portugal | Stade Jean-Bouin, Paris |
| 13 mai 2016 19 h 00 UTC+02:00 |       |         |          | Stade Jean-Bouin, Paris |
| 13 mai 2016 19 h 00 UTC+02:00 |       |         |          | Stade Jean-Bouin, Paris |

| 13 mai 2016 19 h 22 UTC+02:00 | Nouvelle-Zélande | 35 - 10 | Russie | Stade Jean-Bouin, Paris |
| 13 mai 2016 19 h 22 UTC+02:00 |                  |         |        | Stade Jean-Bouin, Paris |
| 13 mai 2016 19 h 22 UTC+02:00 |                  |         |        | Stade Jean-Bouin, Paris |

| 14 mai 2016 10 h 30 UTC+02:00 | Kenya | 22 - 7 | Russie | Stade Jean-Bouin, Paris |
| 14 mai 2016 10 h 30 UTC+02:00 |       |        |        | Stade Jean-Bouin, Paris |
| 14 mai 2016 10 h 30 UTC+02:00 |       |        |        | Stade Jean-Bouin, Paris |

| 14 mai 2016 10 h 52 UTC+02:00 | Nouvelle-Zélande | 31 - 0 | Portugal | Stade Jean-Bouin, Paris |
| 14 mai 2016 10 h 52 UTC+02:00 |                  |        |          | Stade Jean-Bouin, Paris |
| 14 mai 2016 10 h 52 UTC+02:00 |                  |        |          | Stade Jean-Bouin, Paris |

| 14 mai 2016 14 h 03 UTC+02:00 | Kenya | 17 - 19 | Nouvelle-Zélande | Stade Jean-Bouin, Paris |
| 14 mai 2016 14 h 03 UTC+02:00 |       |         |                  | Stade Jean-Bouin, Paris |
| 14 mai 2016 14 h 03 UTC+02:00 |       |         |                  | Stade Jean-Bouin, Paris |

| 14 mai 2016 13 h 41 UTC+02:00 | Portugal | 10 - 17 | Russie | Stade Jean-Bouin, Paris |
| 14 mai 2016 13 h 41 UTC+02:00 |          |         |        | Stade Jean-Bouin, Paris |
| 14 mai 2016 13 h 41 UTC+02:00 |          |         |        | Stade Jean-Bouin, Paris |

### Poule B
| Rang | Pays           | J | V | N | D | Pm  | Pe  | Diff | Pts |
| ---- | -------------- | - | - | - | - | --- | --- | ---- | --- |
| 1    | Fidji          | 3 | 3 | 0 | 0 | 113 | 31  | +82  | 9   |
| 2    | Samoa          | 3 | 2 | 0 | 1 | 74  | 64  | +10  | 7   |
| 3    | Écosse         | 3 | 1 | 0 | 2 | 59  | 62  | -3   | 5   |
| 4    | Pays de Galles | 3 | 0 | 0 | 3 | 31  | 120 | -89  | 3   |

| 13 mai 2016 19 h 44 UTC+02:00 | Fidji | 38 - 12 | Écosse | Stade Jean-Bouin, Paris |
| 13 mai 2016 19 h 44 UTC+02:00 |       |         |        | Stade Jean-Bouin, Paris |
| 13 mai 2016 19 h 44 UTC+02:00 |       |         |        | Stade Jean-Bouin, Paris |

| 13 mai 2016 20 h 06 UTC+02:00 | Samoa | 52 - 10 | Pays de Galles | Stade Jean-Bouin, Paris |
| 13 mai 2016 20 h 06 UTC+02:00 |       |         |                | Stade Jean-Bouin, Paris |
| 13 mai 2016 20 h 06 UTC+02:00 |       |         |                | Stade Jean-Bouin, Paris |

| 14 mai 2016 11 h 14 UTC+02:00 | Fidji | 33 - 14 | Pays de Galles | Stade Jean-Bouin, Paris |
| 14 mai 2016 11 h 14 UTC+02:00 |       |         |                | Stade Jean-Bouin, Paris |
| 14 mai 2016 11 h 14 UTC+02:00 |       |         |                | Stade Jean-Bouin, Paris |

| 14 mai 2016 11 h 36 UTC+02:00 | Samoa | 17 - 12 | Écosse | Stade Jean-Bouin, Paris |
| 14 mai 2016 11 h 36 UTC+02:00 |       |         |        | Stade Jean-Bouin, Paris |
| 14 mai 2016 11 h 36 UTC+02:00 |       |         |        | Stade Jean-Bouin, Paris |

| 14 mai 2016 14 h 47 UTC+02:00 | Fidji | 42 - 5 | Samoa | Stade Jean-Bouin, Paris |
| 14 mai 2016 14 h 47 UTC+02:00 |       |        |       | Stade Jean-Bouin, Paris |
| 14 mai 2016 14 h 47 UTC+02:00 |       |        |       | Stade Jean-Bouin, Paris |

| 14 mai 2016 14 h 25 UTC+02:00 | Écosse | 35 - 7 | Pays de Galles | Stade Jean-Bouin, Paris |
| 14 mai 2016 14 h 25 UTC+02:00 |        |        |                | Stade Jean-Bouin, Paris |
| 14 mai 2016 14 h 25 UTC+02:00 |        |        |                | Stade Jean-Bouin, Paris |

### Poule C
| Rang | Pays           | J | V | N | D | Pm | Pe  | Diff | Pts |
| ---- | -------------- | - | - | - | - | -- | --- | ---- | --- |
| 1    | Afrique du Sud | 3 | 3 | 0 | 0 | 85 | 12  | +73  | 9   |
| 2    | Australie      | 3 | 2 | 0 | 1 | 62 | 50  | +12  | 7   |
| 3    | Angleterre     | 3 | 1 | 0 | 2 | 62 | 60  | +2   | 5   |
| 4    | Brésil         | 3 | 0 | 0 | 3 | 19 | 106 | -87  | 3   |

| 13 mai 2016 21 h 12 UTC+02:00 | Afrique du Sud | 24 - 5 | Angleterre | Stade Jean-Bouin, Paris |
| 13 mai 2016 21 h 12 UTC+02:00 |                |        |            | Stade Jean-Bouin, Paris |
| 13 mai 2016 21 h 12 UTC+02:00 |                |        |            | Stade Jean-Bouin, Paris |

| 13 mai 2016 21 h 34 UTC+02:00 | Australie | 38 - 0 | Brésil | Stade Jean-Bouin, Paris |
| 13 mai 2016 21 h 34 UTC+02:00 |           |        |        | Stade Jean-Bouin, Paris |
| 13 mai 2016 21 h 34 UTC+02:00 |           |        |        | Stade Jean-Bouin, Paris |

| 14 mai 2016 12 h 42 UTC+02:00 | Afrique du Sud | 30 - 7 | Brésil | Stade Jean-Bouin, Paris |
| 14 mai 2016 12 h 42 UTC+02:00 |                |        |        | Stade Jean-Bouin, Paris |
| 14 mai 2016 12 h 42 UTC+02:00 |                |        |        | Stade Jean-Bouin, Paris |

| 14 mai 2016 13 h 04 UTC+02:00 | Australie | 24 - 19 | Angleterre | Stade Jean-Bouin, Paris |
| 14 mai 2016 13 h 04 UTC+02:00 |           |         |            | Stade Jean-Bouin, Paris |
| 14 mai 2016 13 h 04 UTC+02:00 |           |         |            | Stade Jean-Bouin, Paris |

| 14 mai 2016 16 h 15 UTC+02:00 | Afrique du Sud | 31 - 0 | Australie | Stade Jean-Bouin, Paris |
| 14 mai 2016 16 h 15 UTC+02:00 |                |        |           | Stade Jean-Bouin, Paris |
| 14 mai 2016 16 h 15 UTC+02:00 |                |        |           | Stade Jean-Bouin, Paris |

| 14 mai 2016 15 h 53 UTC+02:00 | Angleterre | 38 - 12 | Brésil | Stade Jean-Bouin, Paris |
| 14 mai 2016 15 h 53 UTC+02:00 |            |         |        | Stade Jean-Bouin, Paris |
| 14 mai 2016 15 h 53 UTC+02:00 |            |         |        | Stade Jean-Bouin, Paris |

### Poule D
| Rang | Pays       | J | V | N | D | Pm | Pe  | Diff | Pts |
| ---- | ---------- | - | - | - | - | -- | --- | ---- | --- |
| 1    | France     | 3 | 3 | 0 | 0 | 92 | 31  | +61  | 9   |
| 2    | Argentine  | 3 | 2 | 0 | 1 | 78 | 33  | +45  | 7   |
| 3    | États-Unis | 3 | 1 | 0 | 2 | 45 | 72  | -27  | 5   |
| 4    | Canada     | 3 | 0 | 0 | 3 | 24 | 103 | -79  | 3   |

| 13 mai 2016 20 h 28 UTC+02:00 | Argentine | 36 - 0 | États-Unis | Stade Jean-Bouin, Paris |
| 13 mai 2016 20 h 28 UTC+02:00 |           |        |            | Stade Jean-Bouin, Paris |
| 13 mai 2016 20 h 28 UTC+02:00 |           |        |            | Stade Jean-Bouin, Paris |

| 13 mai 2016 20 h 50 UTC+02:00 | France | 42 - 5 | Canada | Stade Jean-Bouin, Paris |
| 13 mai 2016 20 h 50 UTC+02:00 |        |        |        | Stade Jean-Bouin, Paris |
| 13 mai 2016 20 h 50 UTC+02:00 |        |        |        | Stade Jean-Bouin, Paris |

| 14 mai 2016 11 h 58 UTC+02:00 | Argentine | 28 - 7 | Canada | Stade Jean-Bouin, Paris |
| 14 mai 2016 11 h 58 UTC+02:00 |           |        |        | Stade Jean-Bouin, Paris |
| 14 mai 2016 11 h 58 UTC+02:00 |           |        |        | Stade Jean-Bouin, Paris |

| 14 mai 2016 12 h 20 UTC+02:00 | France | 24 - 12 | États-Unis | Stade Jean-Bouin, Paris |
| 14 mai 2016 12 h 20 UTC+02:00 |        |         |            | Stade Jean-Bouin, Paris |
| 14 mai 2016 12 h 20 UTC+02:00 |        |         |            | Stade Jean-Bouin, Paris |

| 14 mai 2016 15 h 31 UTC+02:00 | Argentine | 14 - 26 | France | Stade Jean-Bouin, Paris |
| 14 mai 2016 15 h 31 UTC+02:00 |           |         |        | Stade Jean-Bouin, Paris |
| 14 mai 2016 15 h 31 UTC+02:00 |           |         |        | Stade Jean-Bouin, Paris |

| 14 mai 2016 15 h 09 UTC+02:00 | États-Unis | 33 - 12 | Canada | Stade Jean-Bouin, Paris |
| 14 mai 2016 15 h 09 UTC+02:00 |            |         |        | Stade Jean-Bouin, Paris |
| 14 mai 2016 15 h 09 UTC+02:00 |            |         |        | Stade Jean-Bouin, Paris |

## Phase finale
Résultats de la phase finale.

### Tournois principaux

#### Cup
|  | Quarts de finale                | Quarts de finale                |                                 |                                 | Demi-finales                    | Demi-finales                    |    |  | Finale                          | Finale                          |
|  | Quarts de finale                | Quarts de finale                |                                 |                                 | Demi-finales                    | Demi-finales                    |    |  | Finale                          | Finale                          |
|  |                                 |                                 |                                 |                                 |                                 |                                 |    |  |                                 |                                 |
|  | 15 mai 2016 - 11 h 13 UTC+02:00 | 15 mai 2016 - 11 h 13 UTC+02:00 |                                 |                                 | 15 mai 2016 - 15 h 03 UTC+02:00 | 15 mai 2016 - 15 h 03 UTC+02:00 |    |  | 15 mai 2016 - 18 h 15 UTC+02:00 | 15 mai 2016 - 18 h 15 UTC+02:00 |
|  | 15 mai 2016 - 11 h 13 UTC+02:00 | 15 mai 2016 - 11 h 13 UTC+02:00 |                                 |                                 | 15 mai 2016 - 15 h 03 UTC+02:00 | 15 mai 2016 - 15 h 03 UTC+02:00 |    |  | 15 mai 2016 - 18 h 15 UTC+02:00 | 15 mai 2016 - 18 h 15 UTC+02:00 |
|  | Nouvelle-Zélande                | 17                              |                                 |                                 | 15 mai 2016 - 15 h 03 UTC+02:00 | 15 mai 2016 - 15 h 03 UTC+02:00 |    |  | 15 mai 2016 - 18 h 15 UTC+02:00 | 15 mai 2016 - 18 h 15 UTC+02:00 |
|  | Nouvelle-Zélande                | 17                              |                                 |                                 | 15 mai 2016 - 15 h 03 UTC+02:00 | 15 mai 2016 - 15 h 03 UTC+02:00 |    |  | 15 mai 2016 - 18 h 15 UTC+02:00 | 15 mai 2016 - 18 h 15 UTC+02:00 |
|  | Argentine                       | 19                              |                                 |                                 | 15 mai 2016 - 15 h 03 UTC+02:00 | 15 mai 2016 - 15 h 03 UTC+02:00 |    |  | 15 mai 2016 - 18 h 15 UTC+02:00 | 15 mai 2016 - 18 h 15 UTC+02:00 |
|  | Argentine                       | 19                              | Argentine                       | 12                              |                                 |                                 |    |  | 15 mai 2016 - 18 h 15 UTC+02:00 | 15 mai 2016 - 18 h 15 UTC+02:00 |
|  | 15 mai 2016 - 11 h 35 UTC+02:00 |                                 | Argentine                       | 12                              |                                 |                                 |    |  | 15 mai 2016 - 18 h 15 UTC+02:00 | 15 mai 2016 - 18 h 15 UTC+02:00 |
|  |                                 | Samoa                           | 14                              |                                 |                                 |                                 |    |  | 15 mai 2016 - 18 h 15 UTC+02:00 | 15 mai 2016 - 18 h 15 UTC+02:00 |
|  | Afrique du Sud                  | Samoa                           | 14                              | 10                              |                                 |                                 |    |  | 15 mai 2016 - 18 h 15 UTC+02:00 | 15 mai 2016 - 18 h 15 UTC+02:00 |
|  | Afrique du Sud                  |                                 |                                 | 10                              |                                 |                                 |    |  | 15 mai 2016 - 18 h 15 UTC+02:00 | 15 mai 2016 - 18 h 15 UTC+02:00 |
|  | Samoa                           | 21                              |                                 |                                 |                                 |                                 |    |  | 15 mai 2016 - 18 h 15 UTC+02:00 | 15 mai 2016 - 18 h 15 UTC+02:00 |
|  | Samoa                           | 21                              | Samoa                           | 29                              |                                 |                                 |    |  |                                 |                                 |
|  | 15 mai 2016 - 11 h 57 UTC+02:00 |                                 | Samoa                           | 29                              |                                 |                                 |    |  |                                 |                                 |
|  |                                 | Fidji                           | 26                              |                                 |                                 |                                 |    |  |                                 |                                 |
|  | France                          | Fidji                           | 26                              | 24                              |                                 |                                 |    |  |                                 |                                 |
|  | France                          | 15 mai 2016 - 15 h 25 UTC+02:00 |                                 | 24                              |                                 |                                 |    |  |                                 |                                 |
|  | Kenya                           | 5                               |                                 |                                 |                                 |                                 |    |  |                                 |                                 |
|  | Kenya                           | 5                               | France                          | 5                               |                                 |                                 |    |  |                                 |                                 |
|  | 15 mai 2016 - 12 h 19 UTC+02:00 | 15 mai 2016 - 12 h 19 UTC+02:00 | France                          | 5                               | Match pour la 3e place          | Match pour la 3e place          |    |  |                                 |                                 |
|  | 15 mai 2016 - 12 h 19 UTC+02:00 | 15 mai 2016 - 12 h 19 UTC+02:00 |                                 | Fidji                           | Match pour la 3e place          | Match pour la 3e place          | 22 |  |                                 |                                 |
|  | Fidji                           | 17                              | 15 mai 2016 - 17 h 41 UTC+02:00 | 15 mai 2016 - 17 h 41 UTC+02:00 |                                 |                                 | 22 |  |                                 |                                 |
|  | Fidji                           | 17                              | 15 mai 2016 - 17 h 41 UTC+02:00 | 15 mai 2016 - 17 h 41 UTC+02:00 |                                 |                                 |    |  |                                 |                                 |
|  | Australie                       | 15                              |                                 | Argentine                       | 17                              |                                 |    |  |                                 |                                 |
|  | Australie                       | 15                              |                                 | Argentine                       | 17                              |                                 |    |  |                                 |                                 |
|  |                                 |                                 |                                 |                                 |                                 |                                 |    |  | France                          | 26                              |
|  |                                 |                                 |                                 |                                 |                                 |                                 |    |  | France                          | 26                              |

#### Bowl
|  | Quarts de finale                | Quarts de finale                |            |    | Demi-finales                    | Demi-finales                    |  |  | Finale                          | Finale                          |
|  | Quarts de finale                | Quarts de finale                |            |    | Demi-finales                    | Demi-finales                    |  |  | Finale                          | Finale                          |
|  |                                 |                                 |            |    |                                 |                                 |  |  |                                 |                                 |
|  | 15 mai 2016 - 9 h 45 UTC+02:00  | 15 mai 2016 - 9 h 45 UTC+02:00  |            |    | 15 mai 2016 - 13 h 35 UTC+02:00 | 15 mai 2016 - 13 h 35 UTC+02:00 |  |  | 15 mai 2016 - 16 h 45 UTC+02:00 | 15 mai 2016 - 16 h 45 UTC+02:00 |
|  | 15 mai 2016 - 9 h 45 UTC+02:00  | 15 mai 2016 - 9 h 45 UTC+02:00  |            |    | 15 mai 2016 - 13 h 35 UTC+02:00 | 15 mai 2016 - 13 h 35 UTC+02:00 |  |  | 15 mai 2016 - 16 h 45 UTC+02:00 | 15 mai 2016 - 16 h 45 UTC+02:00 |
|  | Russie                          | 33                              |            |    | 15 mai 2016 - 13 h 35 UTC+02:00 | 15 mai 2016 - 13 h 35 UTC+02:00 |  |  | 15 mai 2016 - 16 h 45 UTC+02:00 | 15 mai 2016 - 16 h 45 UTC+02:00 |
|  | Russie                          | 33                              |            |    | 15 mai 2016 - 13 h 35 UTC+02:00 | 15 mai 2016 - 13 h 35 UTC+02:00 |  |  | 15 mai 2016 - 16 h 45 UTC+02:00 | 15 mai 2016 - 16 h 45 UTC+02:00 |
|  | Canada                          | 0                               |            |    | 15 mai 2016 - 13 h 35 UTC+02:00 | 15 mai 2016 - 13 h 35 UTC+02:00 |  |  | 15 mai 2016 - 16 h 45 UTC+02:00 | 15 mai 2016 - 16 h 45 UTC+02:00 |
|  | Canada                          | 0                               | Russie     | 7  |                                 |                                 |  |  | 15 mai 2016 - 16 h 45 UTC+02:00 | 15 mai 2016 - 16 h 45 UTC+02:00 |
|  | 15 mai 2016 - 10 h 07 UTC+02:00 |                                 | Russie     | 7  |                                 |                                 |  |  | 15 mai 2016 - 16 h 45 UTC+02:00 | 15 mai 2016 - 16 h 45 UTC+02:00 |
|  |                                 | Angleterre                      | 19         |    |                                 |                                 |  |  | 15 mai 2016 - 16 h 45 UTC+02:00 | 15 mai 2016 - 16 h 45 UTC+02:00 |
|  | Angleterre                      | Angleterre                      | 19         | 21 |                                 |                                 |  |  | 15 mai 2016 - 16 h 45 UTC+02:00 | 15 mai 2016 - 16 h 45 UTC+02:00 |
|  | Angleterre                      |                                 |            | 21 |                                 |                                 |  |  | 15 mai 2016 - 16 h 45 UTC+02:00 | 15 mai 2016 - 16 h 45 UTC+02:00 |
|  | Pays de Galles                  | 14                              |            |    |                                 |                                 |  |  | 15 mai 2016 - 16 h 45 UTC+02:00 | 15 mai 2016 - 16 h 45 UTC+02:00 |
|  | Pays de Galles                  | 14                              | Angleterre | 10 |                                 |                                 |  |  |                                 |                                 |
|  | 15 mai 2016 - 10 h 29 UTC+02:00 |                                 | Angleterre | 10 |                                 |                                 |  |  |                                 |                                 |
|  |                                 | Écosse                          | 28         |    |                                 |                                 |  |  |                                 |                                 |
|  | États-Unis                      | Écosse                          | 28         | 19 |                                 |                                 |  |  |                                 |                                 |
|  | États-Unis                      | 15 mai 2016 - 13 h 57 UTC+02:00 |            | 19 |                                 |                                 |  |  |                                 |                                 |
|  | Portugal                        | 17                              |            |    |                                 |                                 |  |  |                                 |                                 |
|  | Portugal                        | 17                              | États-Unis | 12 |                                 |                                 |  |  |                                 |                                 |
|  | 15 mai 2016 - 10 h 51 UTC+02:00 |                                 | États-Unis | 12 |                                 |                                 |  |  |                                 |                                 |
|  |                                 | Écosse                          | 14         |    |                                 |                                 |  |  |                                 |                                 |
|  | Écosse                          | Écosse                          | 14         | 38 |                                 |                                 |  |  |                                 |                                 |
|  | Écosse                          |                                 |            | 38 |                                 |                                 |  |  |                                 |                                 |
|  | Brésil                          | 14                              |            |    |                                 |                                 |  |  |                                 |                                 |
|  | Brésil                          | 14                              |            |    |                                 |                                 |  |  |                                 |                                 |

### Matchs de classement

#### Plate
|  | Demi-finales                    | Demi-finales                    |                |    | Finale                          | Finale                          |
|  | Demi-finales                    | Demi-finales                    |                |    | Finale                          | Finale                          |
|  |                                 |                                 |                |    |                                 |                                 |
|  | 15 mai 2016 - 12 h 51 UTC+02:00 | 15 mai 2016 - 12 h 51 UTC+02:00 |                |    | 15 mai 2016 - 16 h 17 UTC+02:00 | 15 mai 2016 - 16 h 17 UTC+02:00 |
|  | 15 mai 2016 - 12 h 51 UTC+02:00 | 15 mai 2016 - 12 h 51 UTC+02:00 |                |    | 15 mai 2016 - 16 h 17 UTC+02:00 | 15 mai 2016 - 16 h 17 UTC+02:00 |
|  | Nouvelle-Zélande                | 19                              |                |    | 15 mai 2016 - 16 h 17 UTC+02:00 | 15 mai 2016 - 16 h 17 UTC+02:00 |
|  | Nouvelle-Zélande                | 19                              |                |    | 15 mai 2016 - 16 h 17 UTC+02:00 | 15 mai 2016 - 16 h 17 UTC+02:00 |
|  | Afrique du Sud                  | 29                              |                |    | 15 mai 2016 - 16 h 17 UTC+02:00 | 15 mai 2016 - 16 h 17 UTC+02:00 |
|  | Afrique du Sud                  | 29                              | Afrique du Sud | 17 |                                 |                                 |
|  | 15 mai 2016 - 13 h 13 UTC+02:00 |                                 | Afrique du Sud | 17 |                                 |                                 |
|  |                                 | Australie                       | 7              |    |                                 |                                 |
|  | Kenya                           | Australie                       | 7              | 7  |                                 |                                 |
|  | Kenya                           |                                 |                | 7  |                                 |                                 |
|  | Australie                       | 26                              |                |    |                                 |                                 |
|  | Australie                       | 26                              |                |    |                                 |                                 |

#### Shield
|  | Demi-finales                    | Demi-finales                   |                |    | Finale                          | Finale                          |
|  | Demi-finales                    | Demi-finales                   |                |    | Finale                          | Finale                          |
|  |                                 |                                |                |    |                                 |                                 |
|  | 15 mai 2016 - 12h 51 UTC+02:00  | 15 mai 2016 - 12h 51 UTC+02:00 |                |    | 15 mai 2016 - 17 h 13 UTC+02:00 | 15 mai 2016 - 17 h 13 UTC+02:00 |
|  | 15 mai 2016 - 12h 51 UTC+02:00  | 15 mai 2016 - 12h 51 UTC+02:00 |                |    | 15 mai 2016 - 17 h 13 UTC+02:00 | 15 mai 2016 - 17 h 13 UTC+02:00 |
|  | Canada                          | 12                             |                |    | 15 mai 2016 - 17 h 13 UTC+02:00 | 15 mai 2016 - 17 h 13 UTC+02:00 |
|  | Canada                          | 12                             |                |    | 15 mai 2016 - 17 h 13 UTC+02:00 | 15 mai 2016 - 17 h 13 UTC+02:00 |
|  | Pays de Galles                  | 17                             |                |    | 15 mai 2016 - 17 h 13 UTC+02:00 | 15 mai 2016 - 17 h 13 UTC+02:00 |
|  | Pays de Galles                  | 17                             | Pays de Galles | 19 |                                 |                                 |
|  | 15 mai 2016 - 13 h 13 UTC+02:00 |                                | Pays de Galles | 19 |                                 |                                 |
|  |                                 | Portugal                       | 24             |    |                                 |                                 |
|  | Portugal                        | Portugal                       | 24             | 24 |                                 |                                 |
|  | Portugal                        |                                |                | 24 |                                 |                                 |
|  | Brésil                          | 5                              |                |    |                                 |                                 |
|  | Brésil                          | 5                              |                |    |                                 |                                 |

## Bilan

### Statistiques sportives
- Meilleur marqueur du tournoi : Le Sud-Africain Seabelo Senatla fini en tête du classement des meilleurs marqueurs avec 50 points inscrits, uniquement par l'intermédiaire d'essais.

| Place | Nom             | Équipe         | Points |
| ----- | --------------- | -------------- | ------ |
| 1     | Seabelo Senatla | Afrique du Sud | 50     |
| 2     | Tila Mealoi     | Samoa          | 49     |
| 3     | Terry Bouhraoua | France         | 45     |
| 4     | Scott Wight     | Écosse         | 38     |
| 5     | Cecil Afrika    | Afrique du Sud | 31     |

- Meilleur marqueur d'essais du tournoi :  Seabelo Senatla (10 essais)[23]
- Joueur de la finale :  Faalemiga Selesele
- Impact Player :  Virimi Vakatawa[24]
- Équipe type : L'équipe type du tournoi est composée de deux Fidjiens, deux Français, un Argentin, un Samoan et un Sud-Africain.

| Poste    | Nom                                           | Équipe                      | Classement |
| -------- | --------------------------------------------- | --------------------------- | ---------- |
| Avants   | Alex Müller Faalemiga Selesele Jasa Veremalua | Argentine Samoa Fidji       | 4e 1er 2e  |
| Demi     | Terry Bouhraoua                               | France                      | 3e         |
| Arrières | Josua Tuisova Virimi Vakatawa Seabelo Senatla | Fidji France Afrique du Sud | 2e 3e 5e   |

### Affluences et réception populaire
L'affluence total sur trois jours de compétition est de 50 000 entrées selon le vice-président de la FFR, Jean-Louis Boujon. Quant au bilan général de l'événement, il ajoute : « Si on prend en considération nos objectifs, c'est une réussite. Moi-même je le reconnais, ce n'était pourtant pas gagné au départ. Mais on a rempli le contrat sportif, organisationnel et populaire ». Le tournoi est une réussite aussi du côté des supporteurs qui ont participé à la mise en place d'une bonne ambiance.